# Sortare (informatică)
Un vector (tablou unidimensional) este numit sortat atunci când elementele lui sunt într-o anumită ordine (crescătoare sau descrescătoare). Există mai mulți algoritmi de sortare, în funcție de timpul de răspuns. Printre cei mai cunoscuți se numără:
- Quicksort
- SelectSort
- BubbleSort
- Sortare bazată pe metoda Divide et Impera